# سایاما، سایتاما
سایاما در استان سایتاما در کشور ژاپن  واقع شده‌است  که دارای جمعیت ۱۵۶٬۶۳۴ نفر و مساحت ۴۹٫۰۴ کیلومتر مربع با تراکم جمعیت ۳٬۱۹۴  نفر در کیلومترمربع است و در تاریخ ۱ ژوئیه ۱۹۵۴ به عنوان شهر شناخته شد.